# هرمان هينريتش بيكر
هرمان هينريتش بيكر (بالألمانية: Hermann Heinrich Becker)‏ هو سياسي ألماني، ولد في 15 سبتمبر 1820 في ألمانيا، وتوفي في 9 ديسمبر 1885 في كولونيا في ألمانيا.

## مناصب
- انتخب Member of the Customs Parliament ‏.
- انتخب عضو مجلس النواب البروسي.
- انتخب عضو مجلس النواب البروسي اللوردات.
- انتخب lord mayor of Cologne ‏ (5 يونيو 1875 – 9 ديسمبر 1885).
- انتخب عضو مجلس النواب الألماني للإمبراطورية الألمانية خلال فترته النيابية ‏ (9 مارس 1871 – 29 نوفمبر 1873).